# Gretchen Daily

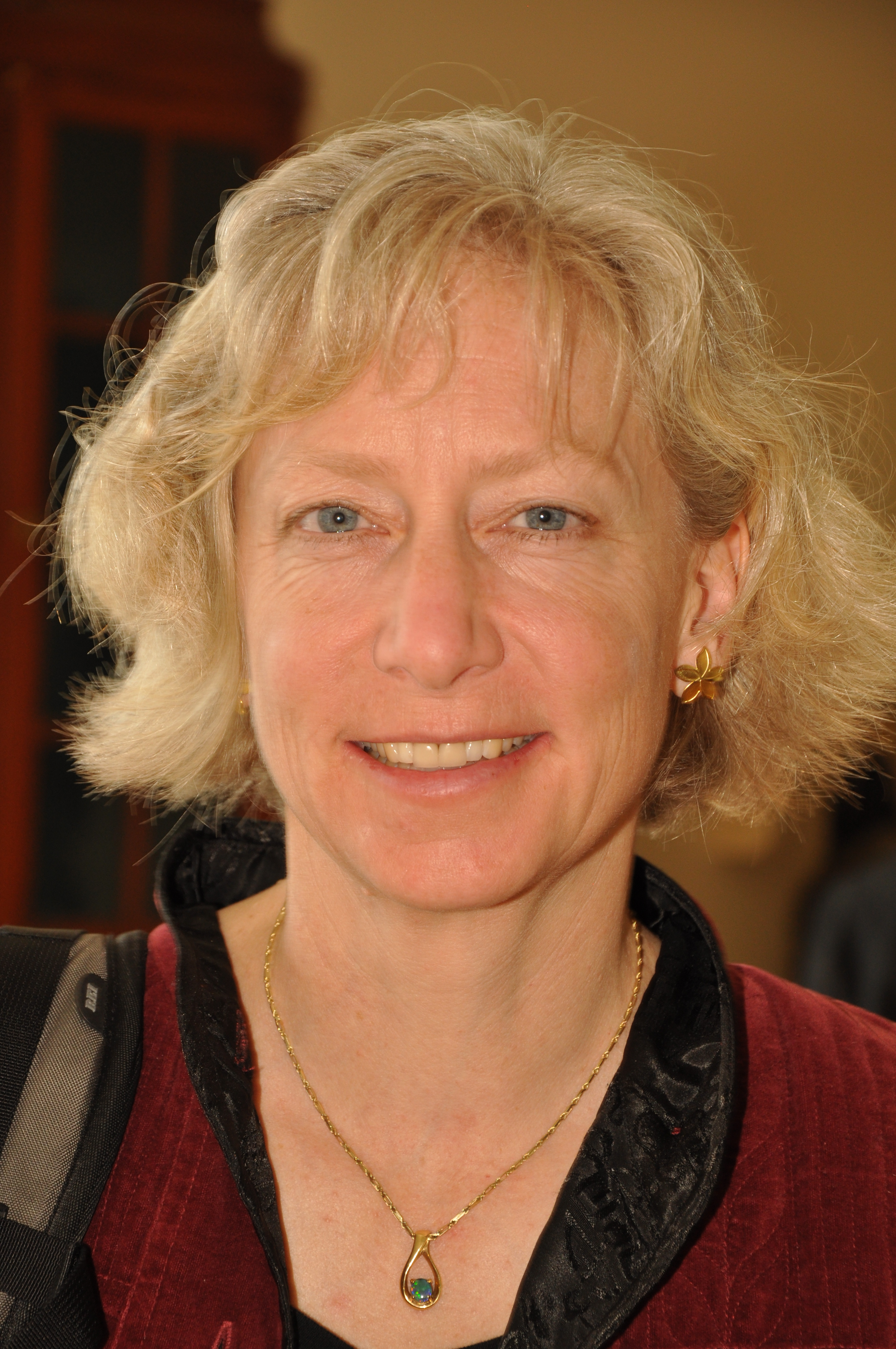
Gretchen Daily, 2011

Gretchen Cara Daily (* 19. Oktober 1964 in Washington, D.C.) ist eine US-amerikanische Ökologin und Professorin an der Stanford University. Sie gehört zu den führenden Vertreterinnen des Ökosystemdienstleistungs-Ansatzes.

## Leben und Forschung
Daily machte ihren B.S., M.S. und Ph.D. in Biological Sciences an der Stanford University. Ihre Dissertation aus dem Jahr 1992 trug den Titel Interactions between populations and resources.
Ihre Forschung bezieht sich auf biogeographische Zusammenhänge der künftigen Entwicklung von Ökosystemen und ihrer Dynamik. Sie versucht, Biodiversitätsschutz und landwirtschaftliche Entwicklung zu harmonisieren und gemeinsame Wege für Entscheidungsträger im Sinne einer nachhaltigen Entwicklung zu finden. Gretchen Daily gründete das Natural Capital Project mit, mit dem verschiedene Stakeholder zu gemeinsamem Handeln bei Naturschutzthemen bewegt werden sollen.
Die Bedeutung des Ökosystemleistungsansatzes ordnete sie einmal wie folgt ein: „Heute besteht das Problem darin, dass so viele Ökosysteme und die Dienstleistungen, die wir von ihnen erhalten, im Prinzip mit Null bewertet werden. Wir müssen pragmatisch arbeiten, um dies zu beheben. Wenn wir die enormen Vorteile der Bestäubung durch Insekten oder der natürlichen Schutzmechanismen gegen Klimawandel und Überschwemmungen wirtschaftlich nachweisen können, dann werden Investitionen in die Natur ein Teil des Alltags. Wir sprechen vom Umweltschutz des 21. Jahrhunderts.“
Daily ist Mitglied der American Academy of Arts and Sciences (seit 2003), der U.S. National Academy of Sciences (seit 2005) sowie der American Philosophical Society (seit 2008), im Board des Stockholm Resilience Centre und der Nature Conservancy. Sie ist Gewinnerin des Heinz Award 2010 und des Volvo Environment Prize 2012. 2017 erhielt sie gemeinsam mit Hans Joachim Schellnhuber den Blue Planet Prize. Für 2018 wurde ihr der BBVA Foundation Frontiers of Knowledge Award zugesprochen, für 2020 der Tyler Prize for Environmental Achievement.

## Publikationen (Auswahl)

### Bücher
- mit K. Ellison: The New Economy of Nature: The Quest to Make Conservation Profitable. Island Press, Washington, DC 2002, ISBN 1-4175-3934-8. (auch in Chinesisch und Japanisch)
- mit S. Levin, R. K. Colwell, J. Lubchenco, H. A. Mooney, E-D. Schulze und D. Tilman (Hrsg.): The Encyclopedia of Biodiversity. Academic Press, San Diego, CA 2001.
- als Hrsg.: Nature’s Services: Societal Dependence on Natural Ecosystems. Island Press, Washington, DC 1997, ISBN 1-55963-475-8.
- mit P. R. Ehrlich und A. H. Ehrlich: The stork and the plow: The equity answer to the human dilemma. Putnam Press, New York, NY 1995, ISBN 0-399-14074-3.

Daily veröffentlichte über 300 wissenschaftliche und populärwissenschaftliche Artikel.